# 2-甲基丁酸
2-甲基丁酸（英語： 或 ）是一种支链烷基羧酸，结构简式为CH3CH2CH(CH3)CO2H，属于短链脂肪酸，存在对映异构体，即 (R)- 和 (S)-2-甲基丁酸，其中 (R)-2-甲基丁酸存在于可可豆中，(S)-2-甲基丁酸存在于许多植物的果实，如苹果和杏子中。